# Roman Ogaza
Roman Grzegorz Ogaza (Katowice, 1952. november 17. – Forbach, 2006. március 5.) olimpiai ezüstérmes lengyel labdarúgó, csatár.

## Pályafutása

### Klubcsapatban
1970-ben a Górnik Zabrze, 1970 és 1975 között a Szombierki Bytom, 1975 és 1978 között a GKS Tychy labdarúgója volt. 1978 és 1982 között ismét a Szombierski játékosa volt. 1982 és 1991 között Franciaországban és egy rövid ideig Belgiumban játszott. 1982 és 1984 között a Lens, 1984 és 1986 között az Olympique Alès csapatában szerepelt. 1986-ban a belga Royal Francs Borains játékosa volt. 1987 és 1991 között az US Forbach csapatában fejezte be az aktív labdarúgást.

### A válogatottban
1974 és 1981 között 24 alkalommal szerepelt a lengyel válogatottban és hat gólt szerzett. Tagja volt az 1976-os montréali olimpiai játékokon ezüstérmet szerzett csapatnak.

## Sikerei, díjai
Lengyelország
- Olimpiai játékok
  - ezüstérmes: 1976, Montréal

 Górnik Zabrze
- Lengyel kupa
  - győztes: 1970

 Szombierki Bytom
- Lengyel bajnokság
  - bajnok: 1979–80